# Gent-Wevelgem 2011
De 73e editie van Gent-Wevelgem werd op zondag 27 maart verreden met start in Deinze en aankomst in Wevelgem over een afstand van 204,5 km. Er waren acht hellingen die elk tweemaal werden beklommen. Gent-Wevelgem 2011 maakt deel uit van de UCI World Tour 2011.

## Deelnemende ploegen
Er namen 25 teams namen deel aan deze editie. Er stonden 194 renners op de deelnemerslijst.
| 18 UCI World Tour-ploegen | 18 UCI World Tour-ploegen | 18 UCI World Tour-ploegen | 7 wildcards                  |
| ------------------------- | ------------------------- | ------------------------- | ---------------------------- |
| AG2R-La Mondiale          | Team Katjoesja            | Quick Step                | Landbouwkrediet              |
| Pro Team Astana           | Lampre-ISD                | Rabobank                  | Topsport Vlaanderen-Mercator |
| BMC Racing Team           | Team Leopard-Trek         | Team RadioShack           | Verandas Willems-Accent      |
| Euskaltel-Euskadi         | Liquigas-Cannondale       | Saxo Bank-Sungard         | Skil-Shimano                 |
| Team Garmin-Cervélo       | Team Movistar             | Sky ProCycling            | Cofidis, le crédit en ligne  |
| Team HTC-High Road        | Omega Pharma-Lotto        | Vacansoleil-DCM           | Team Europcar                |
|                           |                           |                           | Française des Jeux           |

## Hellingen
De 8 hellingen, die elk tweemaal worden beklommen, zijn:
| Nummer | Naam            | Kilometer  | Lengte (m) | Gemiddelde helling |
| ------ | --------------- | ---------- | ---------- | ------------------ |
| 1      | Katsberg        | 114 en 154 | 1500       | 9                  |
| 2      | Berthen         | 116 en 156 |            |                    |
| 3      | Schomminkelberg | 122 en 162 |            |                    |
| 4      | Baneberg        | 123 en 163 | 300        | 10                 |
| 5      | Rodeberg        | 124 en 164 | 2000       | 4,4                |
| 6      | Scherpenberg    | 126 en 166 | 800        | 9,1                |
| 7      | Kemmelberg      | 132 en 172 | 2500       | 4,4                |
| 8      | Monteberg       | 136 en 176 | 1000       | 7,3                |

## Wedstrijdverloop
Deze editie van Gent-Wevelgem kende een snelle start. Toch gingen vijf renners aan de haal op initiatief van Thomas Voeckler.
Hij kreeg het gezelschap van Bram Schmitz, Albert Timmer, Steven Van Vooren en Romain Zingle. Ze liepen maximaal 5 minuten uit. Op de eerste hellingen viel het kopgroepje uiteen. Enkel Voeckler, Van Vooren en Zingle hielden stand. Intussen had achteraan Tom Boonen materiaalpech en verloor anderhalve minuut op het peloton.
Na uitvalspogingen van Philippe Gilbert, Matthew Hayman en Thor Hushovd moest de kopgroep het laten afweten. Enkel Voeckler hield nog een tijdje stand.
Toen alles weer bijeen kwam zagen vier renners hun kans schoon : Sylvain Chavanel, Ian Stannard, Peter Sagan en Maciej Bodnar. Lange tijd zag het ernaar uit dat zij hun voorsprong van zo'n 20 à 30 seconden zouden bewaren. Maar het intussen door een valpartij in 2 groepen uiteengevallen peloton liet niet begaan. Mede onder impuls van Gilbert en Nick Nuyens slaagden ze erin in de laatste meters de intussen uitgelopen Stannard te remonteren. In een spannende spurt slaagde Tom Boonen in extremis erin voor de tweede maal deze wedstrijd te winnen.

## Uitslag
| Plaats  | Naam             | Ploeg              | Tijd     |
| ------- | ---------------- | ------------------ | -------- |
| Winnaar | Tom Boonen       | Quick Step         | 4u35'00" |
| 2       | Daniele Bennati  | Team Leopard-Trek  | z.t.     |
| 3       | Tyler Farrar     | Garmin-Cervélo     | z.t.     |
| 4       | André Greipel    | Omega Pharma-Lotto | z.t.     |
| 5       | Lloyd Mondory    | AG2R-La Mondiale   | z.t.     |
| 6       | Mitchell Docker  | Skil-Shimano       | z.t.     |
| 7       | Bernhard Eisel   | Team HTC-High Road | z.t.     |
| 8       | Kristof Goddaert | AG2R-La Mondiale   | z.t.     |
| 9       | Lars Boom        | Rabobank           | z.t.     |
| 10      | Baden Cooke      | Saxo Bank-Sungard  | z.t.     |

1934 · 1935 · 1936 · 1937 · 1938 · 1939 · 1940 · 1941 · 1942 · 1943 · 1944 · 1945 · 1946 · 1947 · 1948 · 1949 · 1950 · 1951 · 1952 · 1953 · 1954 · 1955 · 1956 · 1957 · 1958 · 1959 · 1960 · 1961 · 1962 · 1963 · 1964 · 1965 · 1966 · 1967 · 1968 · 1969 · 1970 · 1971 · 1972 · 1973 · 1974 · 1975 · 1976 · 1977 · 1978 · 1979 · 1980 · 1981 · 1982 · 1983 · 1984 · 1985 · 1986 · 1987 · 1988 · 1989 · 1990 · 1991 · 1992 · 1993 · 1994 · 1995 · 1996 · 1997 · 1998 · 1999 · 2000 · 2001 · 2002 · 2003 · 2004 · 2005 · 2006 · 2007 · 2008 · 2009 · 2010 · 2011 · 2012 · 2013 · 2014 · 2015 · 2016 · 2017 · 2018 · 2019 · 2020 · 2021 · 2022 · 2023 · 2024
Lijst van beklimmingen
 Tour Down Under · 
 Parijs-Nice · 
 Tirreno-Adriatico · 
 Milaan-San Remo · 
 Ronde van Catalonië · 
 Gent-Wevelgem · 
 Ronde van Vlaanderen · 
 Ronde van het Baskenland · 
 Parijs-Roubaix · 
 Amstel Gold Race · 
 Waalse Pijl · 
 Luik-Bastenaken-Luik · 
 Ronde van Romandië · 
 Ronde van Italië · 
 Critérium du Dauphiné · 
 Ronde van Zwitserland · 
 Ronde van Frankrijk · 
 Clásica San Sebastián · 
 Ronde van Polen · 
  Eneco Tour · 
 Ronde van Spanje · 
 Vattenfall Cyclassics · 
 GP Ouest France-Plouay · 
 Grote Prijs van Quebec · 
 Grote Prijs van Montreal · 
 Ronde van Peking · 
 Ronde van Lombardije